# 山田孝夫
山田 孝夫（やまだ たかお、1949年5月29日 - 2021年2月16日）は、日本の大蔵官僚。

## 来歴
静岡市出身。静岡県立静岡高等学校、京都大学法学部卒業。1973年 大蔵省入省（主税局国際租税課）。1978年7月 大館税務署長。1995年6月 造幣局東京支局長。1996年7月12日 四国財務局長。1998年7月1日 北陸財務局長。1999年7月8日 横浜税関長。2001年7月10日 退官。同年7月24日 自動車安全運転センター理事（〜2007年3月31日）。2007年4月 独立行政法人住宅金融支援機構監事。2021年2月16日 死去。
同期に金田勝年（法務大臣、外務副大臣）、佐藤隆文（日本取引所自主規制法人理事長、金融庁長官）、牧野治郎（国税庁長官）、井戸清人（日本銀行理事）、新井将敬（衆議院議員）、加藤秀樹（内閣府行政刷新会議事務局長、（公財）東京財団理事長）、花角和男（税務大学校長、総務省人事・恩給局次長）、東正和（さわやか信用金庫専務理事（代表理事）、東京国税局長、国税庁調査査察部長、関東信越国税局長）、塚原治（国際空港上屋会長、同社長、アジア開発銀行理事）らがいる。

## 略歴
- 1973年4月：大蔵省入省（主税局国際租税課）。
- 1974年6月：日本貿易振興会（留学）。
- 1976年7月：理財局総務課総合資金係長心得[4]。
- 1977年7月：理財局資金第一課企画係長[5]。
- 1978年7月：大館税務署長。
- 1979年7月：経済企画庁総合計画局計画官付。
- 1980年7月：経済企画庁総合計画局副計画官。
- 1981年7月：大阪国税局総務部総務課長。
- 1983年7月：理財局国有財産総括課長補佐（総括・総務・審査）[6]。
- 1984年7月：理財局資金第二課長補佐。
- 1985年7月：東京国税局直税部次長。
- 1987年7月：大臣官房文書課長補佐（大臣官房審議官室）[7]。
- 1988年6月：大阪税関総務部長。
- 1989年6月：内閣官房内閣審議官（内閣安全保障室）。
- 1991年6月：大臣官房企画官（大臣官房参事官室）。
- 1992年7月：関東財務局総務部長。
- 1993年7月：国土庁計画・調整局特別調整課長。
- 1995年6月：造幣局東京支局長。
- 1996年7月12日：四国財務局長。
- 1998年7月1日：北陸財務局長。
- 1999年7月8日：横浜税関長。
- 2001年7月10日：退官。